# Чабини
Чабини (словац. Čabiny) — село и одноимённая община в районе Медзилаборце Прешовского края Словакии. В письменных источниках начинает упоминаться с 1478 года.

## История
В письменных источниках деревни Вишни-Чабини и Нижни-Чабини начинают упоминаться с 1478 года. В 1964 году оба населённых пункта были объединены в деревню Чабини.

## География
Село расположено в восточной части края, на берегах реки Лаборец, при автодороге 559. Абсолютная высота — 253 метра над уровнем моря. Площадь муниципалитета составляет 38,84 км².

## Население
| Год:                | 1994 | 2004    | 2014    | 2024     |
| ------------------- | ---- | ------- | ------- | -------- |
| Количество человек: | 393  | 409     | 374     | 280      |
| Разница:            |      | +4,07 % | −8,55 % | −25,13 % |

По данным последней официальной переписи 2021 года, численность населения Чабини составляла 292 человека.
Национальный состав населения (по данным переписи населения 2011 года):
| Национальность | Численность, человек |
| -------------- | -------------------- |
| русины         | 219                  |
| словаки        | 121                  |
| украинцы       | 13                   |
| чехи           | 4                    |
| русские        | 3                    |
| не указана     | 31                   |

По данным переписи 2021 года, в конфессиональном составе населения преобладали греко-католики (47,5 %), православные христиане (33,8 %) и католики (7,2 %).